# José Manuel Pabón
José Manuel Pabón y Suárez de Urbina (Sevilla, 25 de diciembre de 1892-16 de diciembre de 1978) fue un helenista y latinista español.

## Biografía
Nació en una familia hidalga y tradicionalista. Su padre, Benito Pabón y Galindo, era integrista, y su madre, Teresa Suárez de Urbina y Cañaveral, carlista. Era también sobrino de José Ignacio Suárez de Urbina, publicista y jefe tradicionalista en la provincia de Córdoba.
Fue catedrático de Griego en los Institutos de Zaragoza y Baeza. Más tarde obtuvo la cátedra de Lengua y Literatura latinas de la Universidad de Salamanca y, finalmente, la de Lengua griega de la Universidad de Madrid.
Fue autor del Diccionario manual griego-español (Barcelona, 1967), el más usado por los escolares españoles desde mediados del siglo XX hasta la actualidad. Se conoce a menudo a este diccionario como Diccionario griego VOX, porque durante un tiempo fue editado por la editorial de este nombre. Se han hecho de él numerosas ediciones y reimpresiones en las editoriales Spes, Sopena, Vox, Bibliograf y Bosch. Se trata de la versión, ampliada con el paso de los años y las sucesivas ediciones, de un diccionario inicial, obra de José M. Pabón y Eustaquio Echauri Martínez, titulado: Diccionario griego-español, con lista alfabética de formas verbales y un apéndice gramatical. Barcelona: Spes, 1943. 
Es autor de una traducción versificada de la Odisea homérica publicada por la editorial Gredos en su Biblioteca clásica.
Era hermano de Jesús Pabón, un político, periodista e historiador, y de Benito Pabón, abogado y diputado a Cortes.

## Obras del autor
Se excluyen ediciones y traducciones.
- 1927: "Algunas influencias del "Fausto" de Goethe en España". Revista de la Universidad de Zaragoza IV (1927) pp. 3-22 y 297-321.
- 1932: "La enseñanza del latín en España". Boletín de la Universidad de Granada XXI (1932), pp. 397-412.
- 1933-34: "Sobre la tradición del texto de Salustio". Emerita 1 (1933), pp. 78-101, y 11 (1934), pp. 1-44.
- 1933: "Notas de sintaxis latina". Emerita I (1933), pp. 135-143.
- 1934: "Un 'mutilus suppletus' de Salustio". Emerita 11 (1934), pp. 257-262.
- 1936: "Más sobre el epodo IX". Emerita IV (1936) pp. 11-23.
- 1939: "El griego, lengua de intimidad entre los romanos". Emerita VII (1939) pp. 126-131.
- 1940: Poemas de la ribera. Barcelona: 1940.
- 1941: "La enseñanza de los lenguas clásicas en Europa". (Revista Nacional de Educación 1 (1941) pp. 43-49.
- 1947: Homero. Barcelona: Labor, 1947.
- 1952: "Las primeras traducciones españolas de Salustio". Emerita XX (1952) 413-422.
- 1953: "Sobre los nombres de la 'villa' romana en Andalucía". Estudios dedicados a Ramón Menéndez Pidal IV. Madrid, 1953, pp. 87-166.
- 1955 – y José Vallejo: "A propósito de dos publicaciones recientes sobre sintaxis griega y latina". Emerita XXIII (1955) pp. 285-294.
- 1957: Menéndez Pelayo y la poesía clásica. Madrid: 1957.
- 1958: "Recordando a Cicerón". Arbor XLII (1958) pp. 329-356.